# Hypolycaena auricostalis
Hypolycaena auricostalis is een vlinder uit de familie van de Lycaenidae. De wetenschappelijke naam van de soort is voor het eerst gepubliceerd in 1896 door Arthur Gardiner Butler.
De soort komt voor in de bossen van Congo-Kinshasa, Tanzania, Zambia en Malawi.